# Jean II de Chambes
Jean II de Chambes ou Jambes est chevalier, seigneur de Montsoreau et d'Argenton, conseiller et chambellan des rois de France Charles VII et Louis XI. Avancé en âge lors de l'accès au trône de ce dernier, il obtint les seigneuries de Saintes, de Périgord, d'Angoulême et du Haut Limousin par lettres données à Amboise le 24 avril 1469

## Au service du roi Charles VII
Selon la Nouvelle Biographie générale, il naquit entre 1400 et 1410 environ.
Tout d'abord, il devint « escuier d'escuerie » du roi Charles VII, selon les lettres du roi en date du Bourg-de-Déols, du 11 mars 1426, lui octroyant 200 livres tournois de don. Puis, il devint « pannetier du roy » d'après une quittance du 14 février 1438. Ensuite, il fut nommé conseiller et chambellan le 8 janvier 1442, après l'avoir accompagné en tant que commissaire royal aux États, tenus à Montferrant en novembre 1441. Il est à la tête, avec Jean d’Estampes, Jacques Cœur, Tanguy IV du Chastel et Etienne de Cambray des États généraux de la province de Languedoc, qui se rassemblèrent à Montpellier en 1444. En 1457, il est avec Tanguy du Chastel, nommé pour tenir les États de Languedoc rassemblés à Carcassonne.
Enfin, il était toujours « premier maistre d'ostel du roy » par les lettres des 12 janvier 1444, 4 août 1447 et 4 mai 1449.
Il avait pareillement des carrières militaires. Charles VII l'avait nommé capitaine d'Aigues-Mortes, d'après des lettres
du don, 300 livres tournois, datées à Blois le 26 février 1428. Puis, ceux de Talmont-sur-Gironde (le 11 septembre 1451) ainsi que de Niort (le 15 juillet 1456) lui furent accordés. En 1466 encore, il était « capitaine de la tour de la Charbonniere, pres dudit Aigues Mortes », précisé par un document du 25 juillet 1466.
Ensuite il devint le gouverneur de la Rochelle le 20 janvier 1455, selon les lettres datées de Mehun-sur-Yèvre.
En 1450, Jean II de Chambes acquiert les domaines de Montsoreau et de la Coutancière à son beau frère Louis II Chabot alors endetté. Il entreprend de faire construire l'essentiel de l'actuel Château de Montsoreau.

## Son talent en tant que diplomate
Il se distingua également par ses talents diplomatiques. Il fait partie de l'ambassade envoyée par Charles VII, avec Jacques Cœur, Charles de Poitiers, l'archevêque de Reims, Saint-Vallier et Tanguy IV du Chastel pour opérer l'annexion de la ville de Gênes au royaume de France.
Charles VII l'envoya en 1452 auprès du dauphin Louis, futur Louis XI, afin de résoudre le conflit entre eux, à la suite du mariage de ce dernier sans autorisation.

« Louis XI insinue… que si on le réduisait au désespoir, il prendrait le parti de partir du royaume. Charles qui craignait que son fils ne se portât à cette extrémité, envoya Jean II de Chambes… »

— Duclos, Histoire de Louis XI
Puis, il fut chargé de négocier la capitulation de Bordeaux pendant la campagne de 1453 en Guyenne. Avec Thibault de Lucé, évêque de Maillezais, par lettres datées de Montilz-lèz-Tours le 11 avril 1453, il négocia un traité d'alliance avec les envoyés de Frédéric II de Saxe, comte palatin du Rhin et duc de Bavière, traité qui fut conclu à Tours le 13 avril 1453. Il est envoyé, le 8 juin 1454 dans plusieurs ambassades, à Rome et en Turquie. Encore en 1459, il alla à Venise, pendant le congrès convoqué à Mantoue par le pape Pie II afin de préparer une croisade.
La même année, il se rend à Mantoue et rencontre l'ambassade envoyée par Charles VII composée de l'archevêque de Tours, l'évêque de Paris et de Thomas de Courcelles afin de rencontrer le pape Pie II.

## Mariage et descendance
Jean II de Chambes épousa, par contrat à Saumur en date du 17 mars 1445, Jeanne, première dame d’honneur de la Reine, fille de Thibault Chabot, chevalier, seigneur de la Grève et de Montsoreau et de dame Brunissant d'Argenton. Il acquit en 1450 de son beau-frère, Louis Chabot, la seigneurie de Montsoreau.
Jeanne Chabot donna naissance à plusieurs filles et à un fils :
- Jean III de Chambes (1445-1515/1518), seigneur de Montsoreau
- Colette de Chambes (entre 1445 et 1450 - †14 décembre 1471[b 2],[8])

Elle épousa Louis d'Amboise, vicomte de Thouars, par contrat du 5 mai 1465. Le mariage avait été négocié par Jeanne Chabot et autorisé le 12 avril 1465 par son époux. Devenue veuve le 28 février 1470 sans héritier direct masculin, Colette se trouva aux prises avec Louis XI, qui avait saisi la succession de Louis d'Amboise en vertu de la donation arrachée à ce dernier le 25 janvier 1462, donation déguisée sous les apparences d'une vente. Finalement, elle chercha un appui auprès du duc de Guyenne, frère du roi, mais devint sa maîtresse en lui donnant deux filles illégitimes. Louis XI lui promit une enquête. Cependant, elle mourut peu de temps après.

« Monseigneur de Montsoreau, puis naguieres, monseigneur de Guienne m'a escript touchant la matiere du douaire que demande Madame de Thouars. Et, pour ce que je desire bien y mectre conclusion si raisonnable qu'elle n'ait cause de se douloir, j'envoye presentement par devers vous maistres Guillaume Compaing et Jehan Peslieu, noz conseilliers, ausquelz j'ay charge veoir les droiz d'un coste et d'autre et appoincter la matiere raisonnablement. Et ou cas qu'ilz ne la pourront appoincter, quant je seray adverty des droiz, je y feray tellement que aurez cause d'estre content. Donne aux Montilz lez Tours, le XVIIIe jour de septembre [1471].
LOYS.
RAGUIER.
A nostre ame et feal conseillier et chambellan le sire de Montsoreau. »

- Hélène de Chambes

Par contrat du 27 janvier 1473, Louis XI la maria à Philippe de Commynes, jeune noble flamand qui s'était enfui du duc Charles le Téméraire, en raison de l'ancienneté de la maison de Chambes, l'une des plus anciennes familles de l'Angoumois. Jean II de Chambes reçut 3 000 écus d'or du roi et donna à son gendre la seigneurie d'Argenton.
Jeanne Chabot était veuve le 1er mars 1492, selon un extrait des registres du parlement en date de ce jour.

« Madame, j'envoye devers vous mon escuier d'escuirye, Jehan de Chasteaudreux, pour m'amener tous les chiens que vous avez euz de la feue royne d'Angleterre. Vous scavez qu'elle m'a fait son heritier, et que ce sera tout le meuble que j'en aure ; aussi c'est cellui que j'ame le mieulx. Je vous prye, n'en retenez point, car vous me feriez terriblement grant deplaisir ; maiz se vous scavez autre qui en ayt, que vous le dictez audit Chasteaudreulx. Et a Dieu, madame. Escript a Mehun sur Loire, le XIIe jour d'aoust [1482].
LOYS.
BERBISEY.
A Madame de Monsoreau. »

- Marie de Chambes, épouse le 23 février 1483 Jean IV, comte d'Astarac
- Jeanne de Chambes, épouse le 17 juin 1493 Jean de Polignac, seigneur de Beaumont et de Randan